# La señora y la sirvienta
La señora y la sirvienta  (La maîtresse et la servante) es un óleo sobre cartón del pintor suizo Félix Vallotton, creado en 1896. La pintura se conserva hoy en una colección privada. 

## Descripción
El cuadro en tonos cálidos y planos que recuerdan a Gauguin, está ambientado en una playa pedregosa y representa en un plano cercano a dos mujeres, desnudas, que se preparan para entrar al agua.  Al fondo, más allá de unos juncos, se pueden ver unos veleros y un cielo nublado.
La señora, pelirroja y de tez amarillenta, duda en entrar al agua y es ayudada por su sirvienta, cuya piel es de un tono anaranjado. La sirvienta está representada de espaldas y con natural elegancia parece ofrecer su voluptuosa desnudez a la mirada del espectador. La dama, de perfil, por el contrario, se parece más a la caricatura de una mujer de mediana edad que parece esbozar un paso de baile, pero acaba realizando una ridícula pantomima. 
Existe una brecha social entre las dos mujeres, como se refleja en la mirada baja de la señora y el gesto respetuoso de la criada. Sin embargo, si en las parejas clásicas compuestas por señora y sirvienta de la historia del arte todavía existía una diferencia de estatus entre ambas, que se manifestaba en el comportamiento y la postura, en este cuadro ambas se sitúan al mismo nivel. Una vez despojadas de toda ropa y desnudadas, la joven sirvienta y la señora madura no son tan diferentes: al contrario, la desnudez compartida las une y simboliza el hecho de que, a pesar de sus diferencias, siempre siguen siendo dos mujeres. 